# Faiq Zaidan
Faiq Zaidan (9 de marzo de 1967) es un juez y profesor iraquí, además de Presidente del Tribunal Federal de Casación. Fue nombrado Presidente del Consejo Judicial Supremo de Irak en enero de 2017. Desde su nombramiento, ha establecido sólidas relaciones diplomáticas con los Ministerios de Justicia del Reino Unido, los Emiratos Árabes Unidos, el liderazgo de Irán, y otros. 

## Biografía
Faiq Zaidan Khalaf Sheikh Farhan Al-Aboudi nació el 9 de marzo de 1967 en Bagdad. Es originario del distrito de Al-Shatrah en la gobernación de Dhi Qar en el sur de Irak. Está casado y tiene 6 hijos, tres de ellos son mujeres. 
Zaidan se graduó con una licenciatura en Derecho de la Universidad de Bagdad en 1991 y luego trabajó como abogado durante seis años. Después de dos años de estudiar Ciencias Judiciales en el Instituto Judicial de Bagdad, Zaidan se convirtió en juez en 1999.  En 2017, se graduó como Master en Derecho Internacional de la Universidad Islámica del Líbano y en 2020 se graduó como doctor en Derecho Público de la misma universidad. 
Faiq Zaidan es el cuñado de Abu Mahdi Al-Muhandis, quien fue asesinado junto con Qasem Soleimani en un ataque selectivo con aviones no tripulados estadounidenses cerca del Aeropuerto Internacional de Bagdad en enero de 2020.  Fue Al-Muhandis, exvicepresidente del Comité de Movilización Popular, un grupo paramilitar apoyado por Irán, quien recomendó que Zaidan sea nombrado presidente de la Corte Suprema de Irak. 
En enero de 2021, Zaidan emitió una orden de arresto para el presidente de los Estados Unidos, Donald Trump, acusándolo de orquestar el asesinato del general iraní Qasem Soleimani y del líder de la milicia iraquí Abu Mahdi al-Muhandis. Lo describió como "un crimen traicionero y cobarde que no tiene base moral". La orden, emitida bajo el artículo 406 del Código Penal de Irak, acusa a Trump de asesinato premeditado, un delito castigado con la pena de muerte.
A medida que se intensificaron las tensiones entre Estados Unidos e Irak, el Consejero de Seguridad Nacional de Estados Unidos,  Mike Waltz ha clasificado a Faiq Zaidan como una herramienta de influencia iraní y presentó una enmienda que designaría a Zaidan como un activo controlado por Irán. Waltz describió a Zaidan como el centro del plan de Irán para convertir a Irak en un estado cliente y utilizar a Irak para promover el terrorismo. Waltz y sus colegas en el Comité de Asuntos Exteriores advirtieron que Irak está al borde de caer bajo el control de Irán. Fuentes del Congreso de EE. UU. han declarado que Zaidan es una de las fuerzas principales que promueven los intereses de Irán en Irak y ayudan a que los grupos milicianos de Teherán obtengan una base en el país. Como consecuencia de las acciones de Faiq Zaidan, la administración estadounidense está considerando privar al sistema político iraquí de su legitimidad y también incluir en la lista negra al poder judicial de Irak, lo que limitaría el reconocimiento internacional de su gobierno.
En noviembre de 2021, la Universidad Americana de Irak - Bagdad (AUIB) nombró a Zaidan Profesor Distinguido de Derecho, honoris causa, en la Facultad de Derecho de la AUIB. 

## Logros
- Autoridad del tribunal penal para evaluar la confesión del acusado.[16]
- Huella dactilar como evidencia.
- Aplicación de la ley en términos temporales.
- Tribunal Supremo Federal de Irak – Tesis de maestría.
- Supervisión judicial constitucional de los límites constitucionales entre autoridades: un estudio comparativo (Irak, Líbano y Egipto) - Tesis doctoral - Universidad Islámica del Líbano. [1]